# Plaza Puerta del Sol (Castellón)
La Puerta del Sol de Castellón de la Plana es una plaza, punto neurálgico de la ciudad, ya que une las principales calles comerciales y céntricas de la ciudad.

## Descripción general
La plaza enlaza las calles Trinidad, Enmedio, Gasset, Ruíz Zorilla, y la plaza del Real, por lo que se convierte en un lugar importante de paso de peatones y automóviles.

## Historia
El nombre actual de la plaza tiene que ver con que en ella se encontraba una de las puertas de acceso a la ciudad amurallada. El origen del apelativo de el Sol, se debe a que es la plaza histórica castellonense en la cual da más el sol durante el día. Durante la dictadura franquista, se llamó plaza del Caudillo o del Generalísimo.

## Localización
La plaza se encuentra en el centro geográfico de la actual ciudad.

## Observaciones

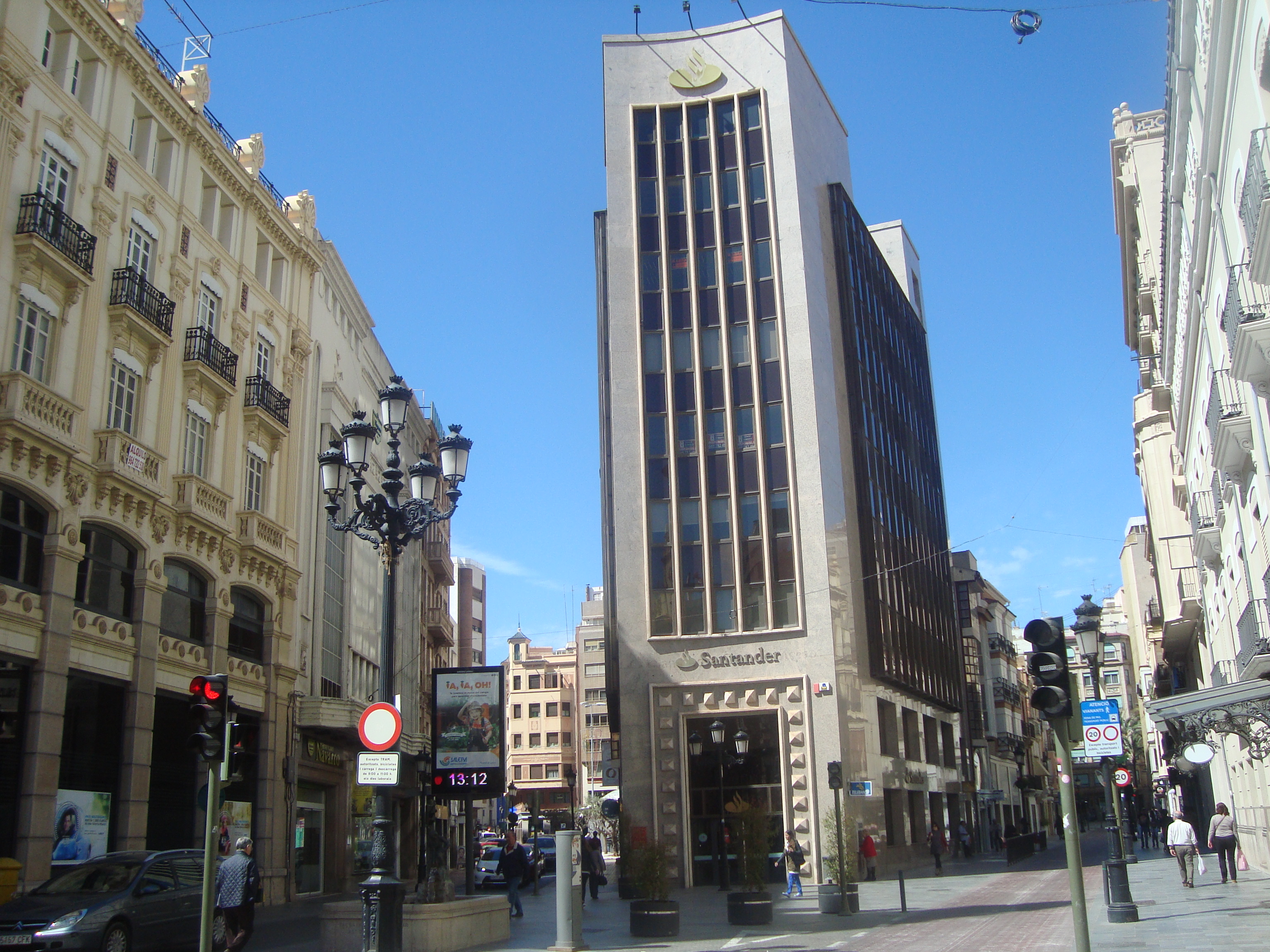
Edificio Santander

Durante las Fiestas de la Magdalena, en ella se monta la Tribuna de autoridades y la gaiata correspondiente al sector número 3.

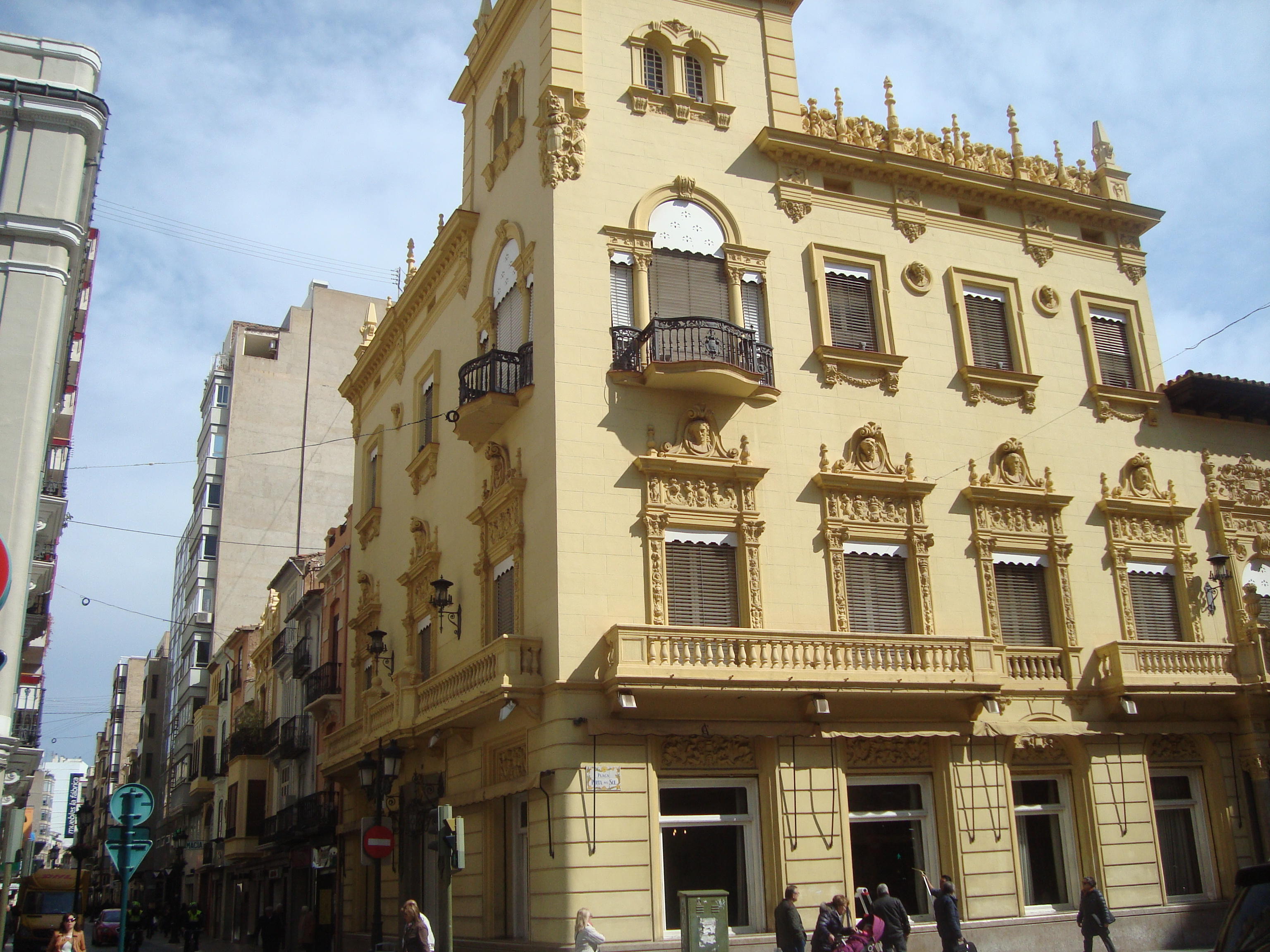
Casino Antiguo

### Edificios de interés

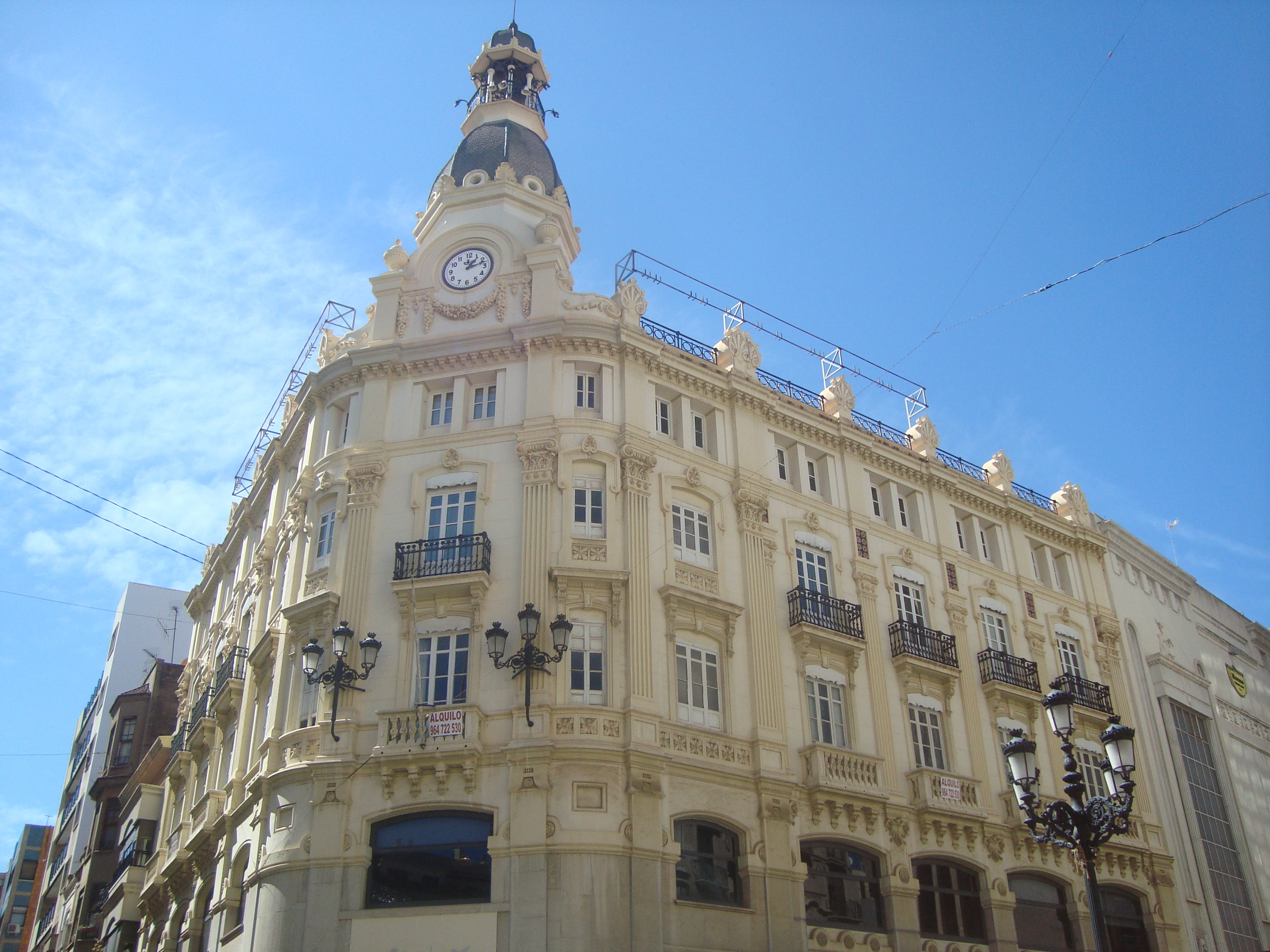
Edificio Banco Valencia

- Edificio del antiguo Banco de Castellón, hoy Banco de Valencia, desde su reloj, se tocan las campanadas de Nochevieja castellonenses.
- Casino antiguo, precioso edificio de imitación modernista.
- Edificio de la Caja Rural (Ruralcaja).
- Edificio del antiguo cine Saboya.

### Elementos de interés
- Fuente conmemorativa del 75 aniversario de Fomento Agrícola Castellonense (FACSA).

- Datos: Q6079764
- Multimedia: Puerta del Sol, Castelló de la Plana / Q6079764